# Anoplosaure
L'anoplosaure (Anoplosaurus, "llangardaix no cuirassat") és un gènere de possible dinosaure nodosàurid que va viure a l'Albià, Cretaci inferior, en el que actualment és Anglaterra. S'ha classificat com a ancilosaure i com a ornitòpode, però actualment s'està d'acord que pertany a grup dels «dinosaures cuirassats».